# 张立林
张立林（1971年1月—），男，土家族，湖南慈利人，中华人民共和国金融人物，曾任中国建设银行副行长，现任辽宁省人民政府副省长。2021年12月，当选中共辽宁省委常委。